# Seppan

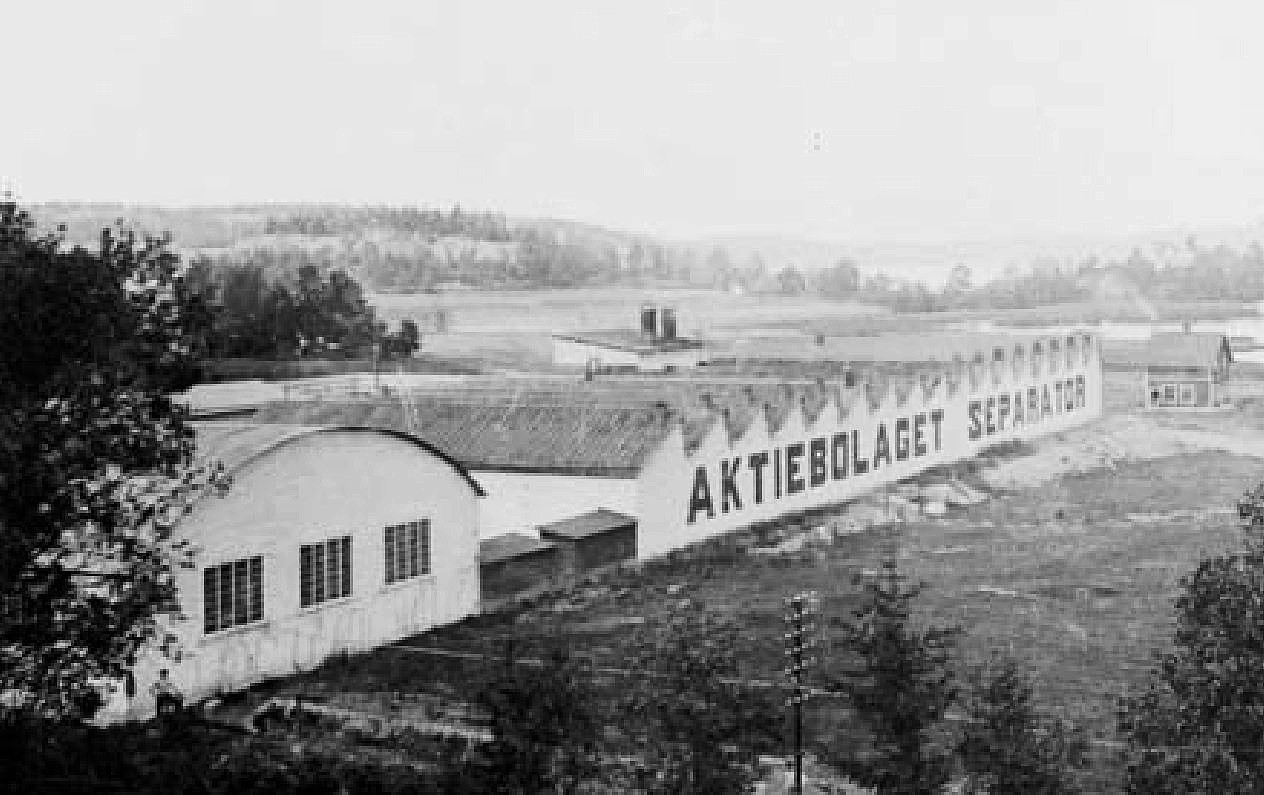
AB Separators gamla gjuteri.

Seppan var en folklig benämning på ett bostads- och industriområde vid Tullingesjön i Botkyrka kommun, Stockholms län. 

## Historik

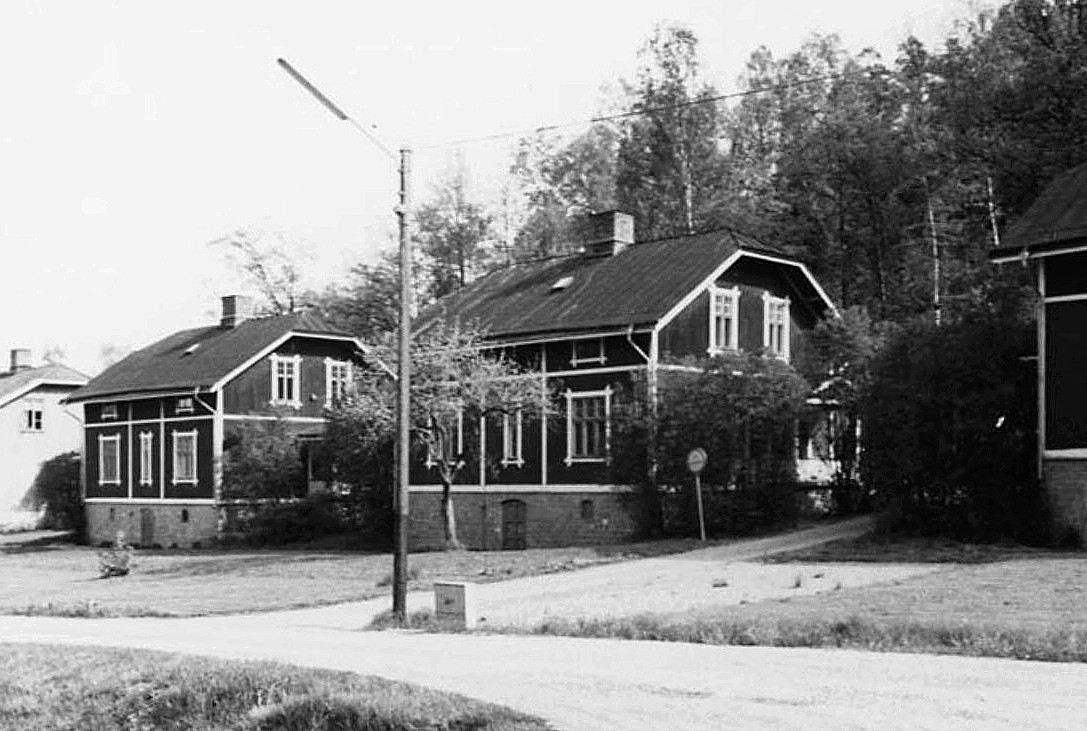
Röda villorna på 1960-talet.

Namnets uppkomst beror på att AB Separators gjuteri var beläget där. År 1894 köpte Separator Hamra gård vid Tullingesjön som försöksgård och som plats för kommande fabriksverksamhet. Ett gjuteri uppfördes 1899-1900. Intill gjuteriet byggdes även förmansbostad, kontor och ett tiotal arbetarbostäder, de så kallade Röda villorna. De kallades så eftersom fasaderna var målade i faluröd färg. Här fanns även en Konsumaffär och efter 1903 hade de boende gångavstånd till gamla Tullinge station som låg längst ner vid Tullingesjön. Röda villorna revs i omgångar, de sista i början av 1980-talet. 
Lite längre norrut byggdes mellan 1906 och 1910 ytterligare 16 arbetarbostäder, de så kallade Vita villorna. Varje villa rymde lägenheter för fyra familjer. Mellan de Röda och Vita villorna fanns även AB Separators disponentvilla Hamringe med högt läge på en udde i Tullingesjön. Vita villorna var också rivningshotade men kunde bevaras, även disponentvillan är kvar. Områdets lokala hyresgästföreningen heter Seppan.
Gjuteriets gamla lokaler utgör numera Hamringe Företagscenter, där flera mindre industrier håller till.

## "Seppan" i kulturen
- 1986 gjorde filmregissören Agneta Fagerström-Olsson den prisbelönta långfilmen Seppan, en självbiografisk ungdomsberättelse som utspelar sig i området 1961.[2]
- Författaren Ernst Brunner har skildrat området i diktsamlingen Separator (1986), romanen Svarta villan (1987) och i romanen Vallmobadet (1999).